# Atlantis Paradise Island

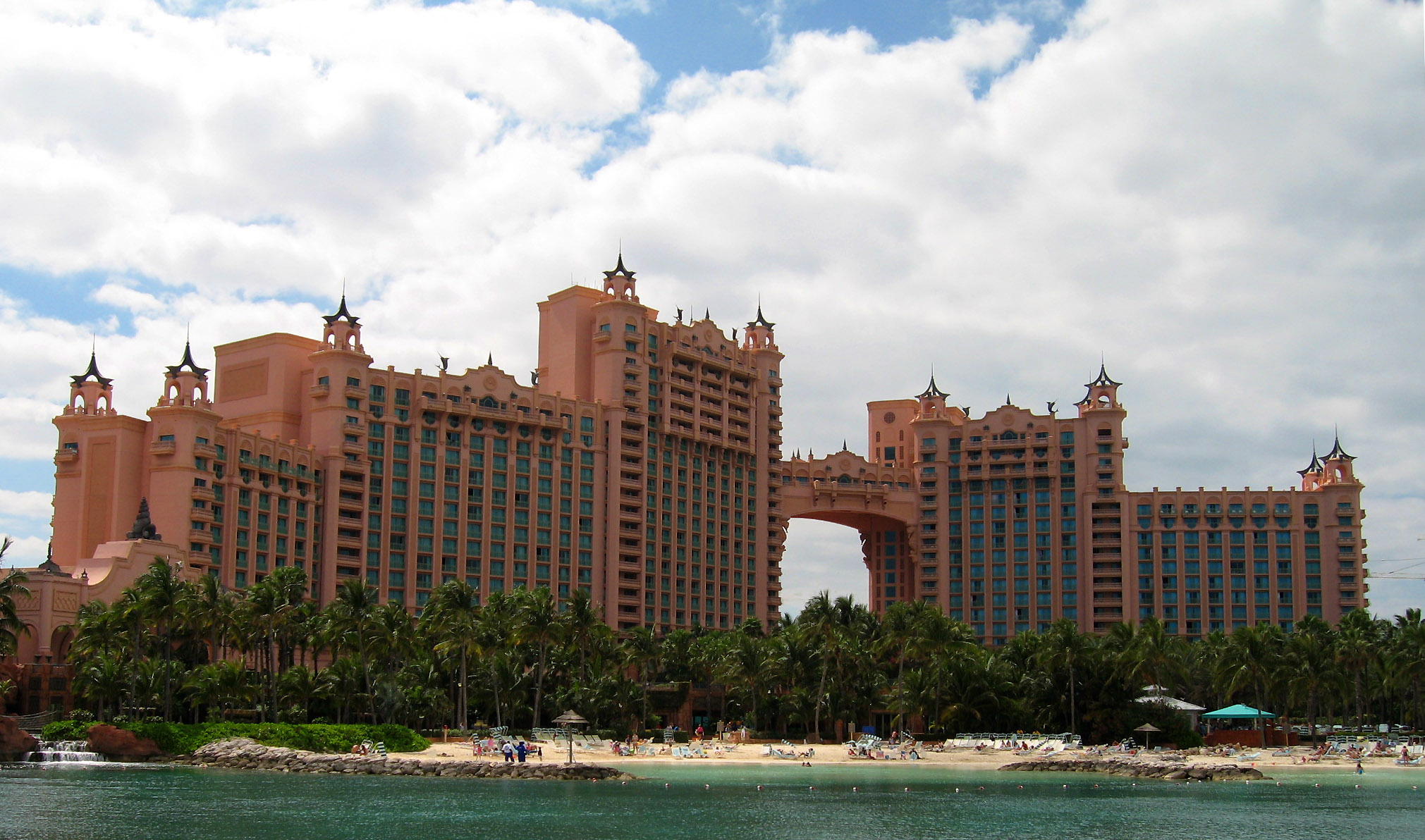
Pohled na hlavní budovu hotelu Atlantis, zvanou Royal Towers

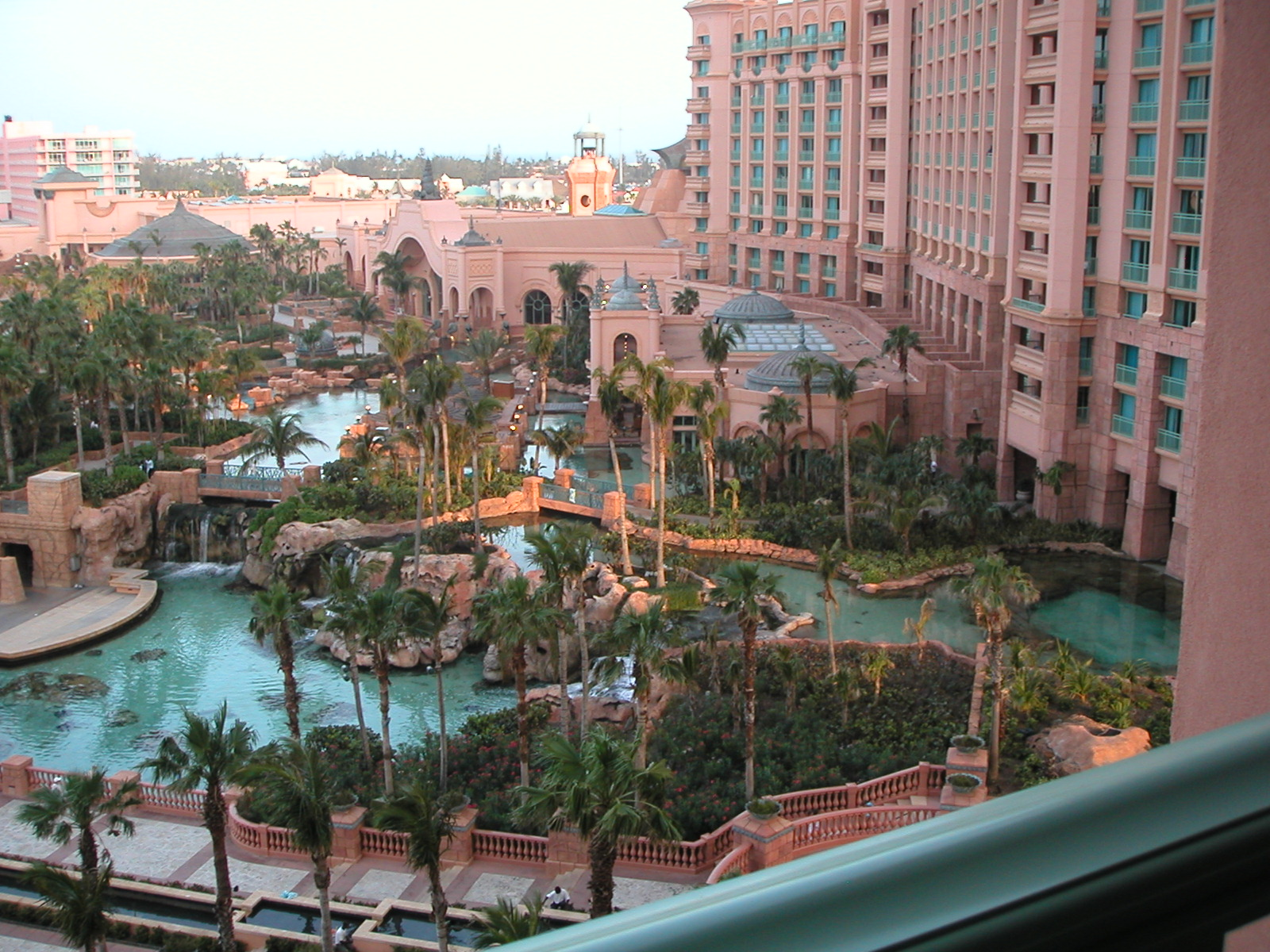
Aquapark před Royal Towers

Atlantis Paradise Island je rozsáhlé letovisko s aquaparkem nacházející se na Paradise Island, Bahamy. Letovisko vlastní jihoafrický hotelový magnát Sol Kerzner se svou společností Kerzner International Limited. Společnost vlastní i velmi podobný hotel s názvem Atlantis, The Palm ležící na uměle vytvořeném poloostrově v Dubaji, Spojené arabské emiráty.
Letovisko je navrženo jako hotel, Kasino i jako přístav a to tak, aby sem mohly zajet i velké jachty. Na východní straně přístavu se nachází "Marina Village", což je malé obchodní centrum připomínající styl trhů turistických center. Dále se zde nachází mnoho restaurací a obchodů, jako jsou Johnny Rockets a Starbucks. Samotný hotel se skládá z několika budov:
- Beach Tower, dříve známý jako Paradise Beach Hotel, je nejstarší budova v Atlantis.
- Coral Towers, dříve známá jako Britannia Beach Hotel.
- Royal Towers zde se nachází "Bridge Suite", který byl podle časopisu Forbes v roce 2003 prohlášen za nejdražší hotelový pokoj na světě. Přes nedávno dostavěné luxusnější hotely po celém světě je Atlantis zahrnuta v jednom z nejdražších hotelů. Tato budova je nejznámější.
- Harborside Resort se skládá z 392 vil a přístavní restaurace, bazénů ap.
- Reef je jedna z novějších hotelových budov na letovisku.
- Cove Atlantis je 600 pokojová věž, která byla otevřena v roce 2007.

Asi největším lákadlem letoviska je 63 akrů rozlehlý aquapark zvaný Aquaventure s více než 200 miliony galonů vody. Aquaventure kombinuje skluzavky, líné řeky a peřeje do jednoho velkého aquaparku. Nejvyšší atrakcí je Power Tower, která obsahuje čtyři vodní sjezdovky a skalní horolezeckou stěnu. Aquaventure dominuje Mayský chrám, který se skládá ze 4 sjezdovek, z nichž nejzajímavější je průjezd proskleným tubusem pod hladinou vody v nádrži se žraloky. Další zajímavou atrakcí je takzvaný Dig, což by se dalo přeložit jako vykopávky. Je to řada akvárií nacházíjících se pod Royal Towers, kde můžete spatřit stovky různých vodních druhů jako jsou různé druhy ryb, žraloci, rejnoky manta a různé druhy medúz. Cílem je poskytnout hostům pocit, že se opravdu nachází v bájném zničeném městě Atlantis.
Od roku 2008 v rezortu probíhá každoroční soutěž krásy Miss Teen USA,

## Atlantis v populární kultuře
- Po západu slunce (2004), film ukazoval Pierce Brosnan a Salmu Hayek v Royal Tower v mnoha scénách.
- Old Café Martinique byl viděn ve filmu Thunderball s Jamesem Bondem (1965).
- Casino Royale další film James Bond z roku 2006 byl natočen v Ocean Clubu na Paradise Island.
- Scény s Beatles na jachtě a pláži z roku 1965 ve filmu Help byly natočeny právě na Paradise Island.
- Sestry na Bahamách z roku 2001 s Mary-Kate a Ashley Olsenovými se téměř celý odehrával v letovisku Atlantis.

## Galerie

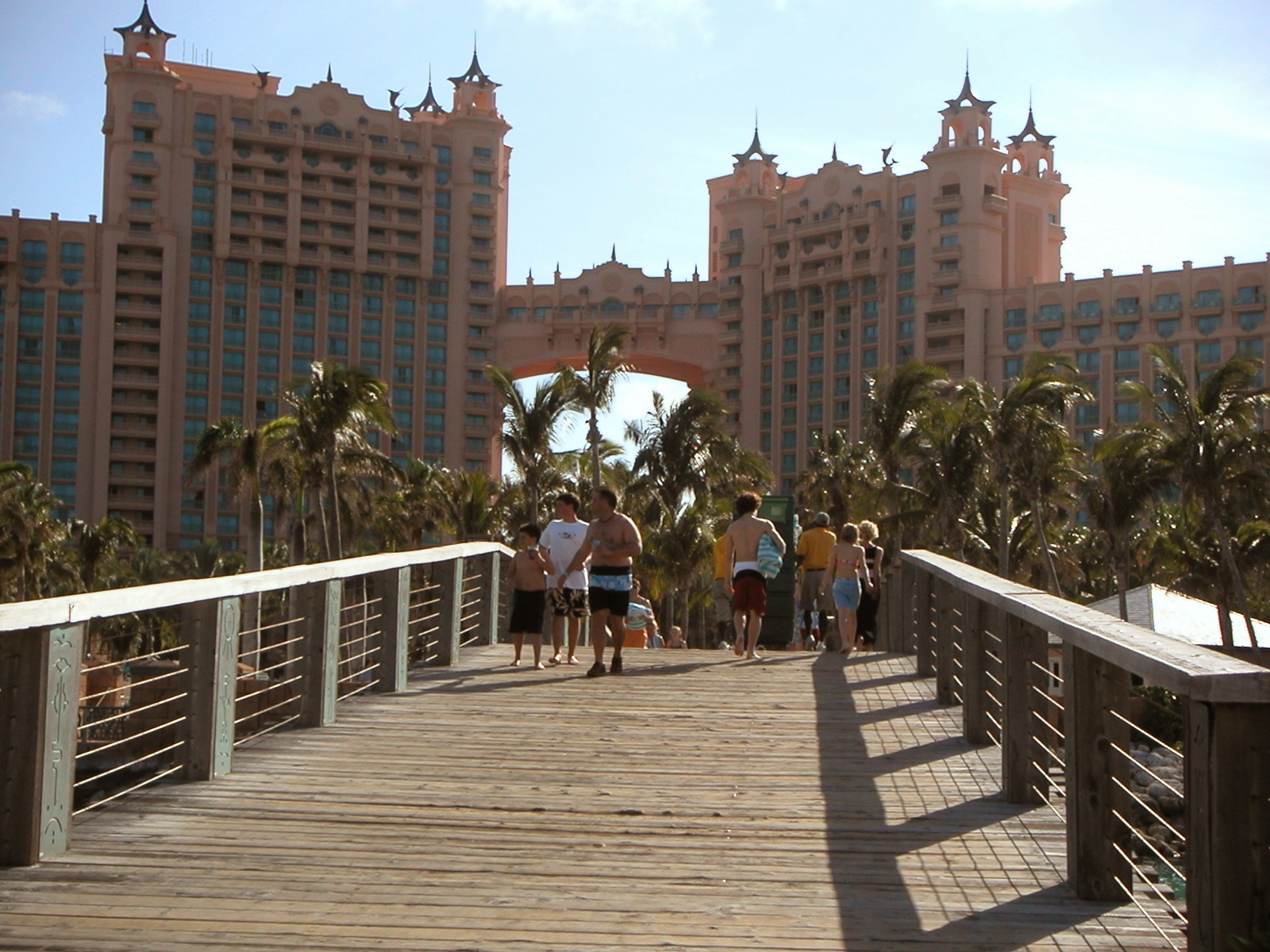
Royal Towers.
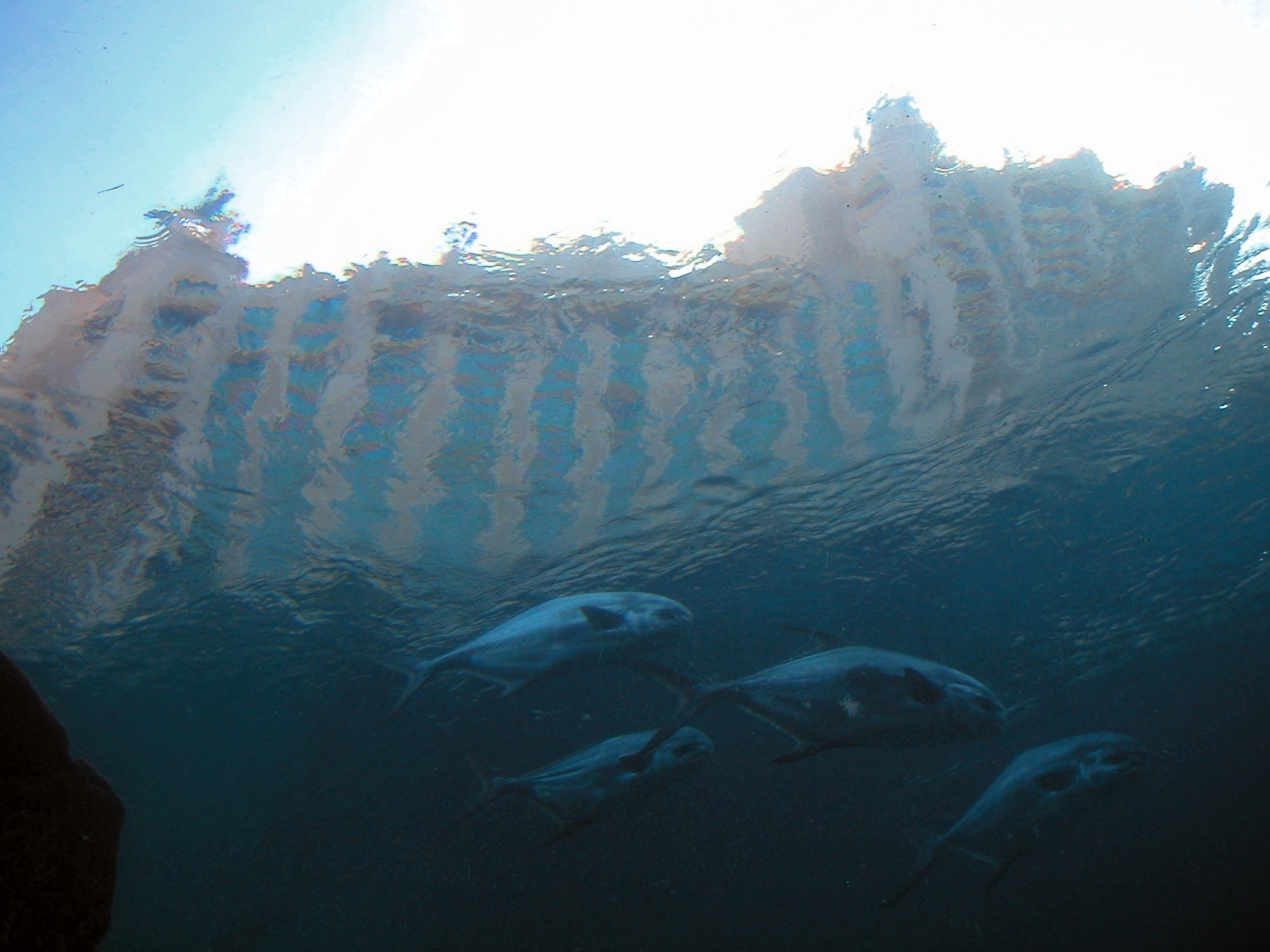
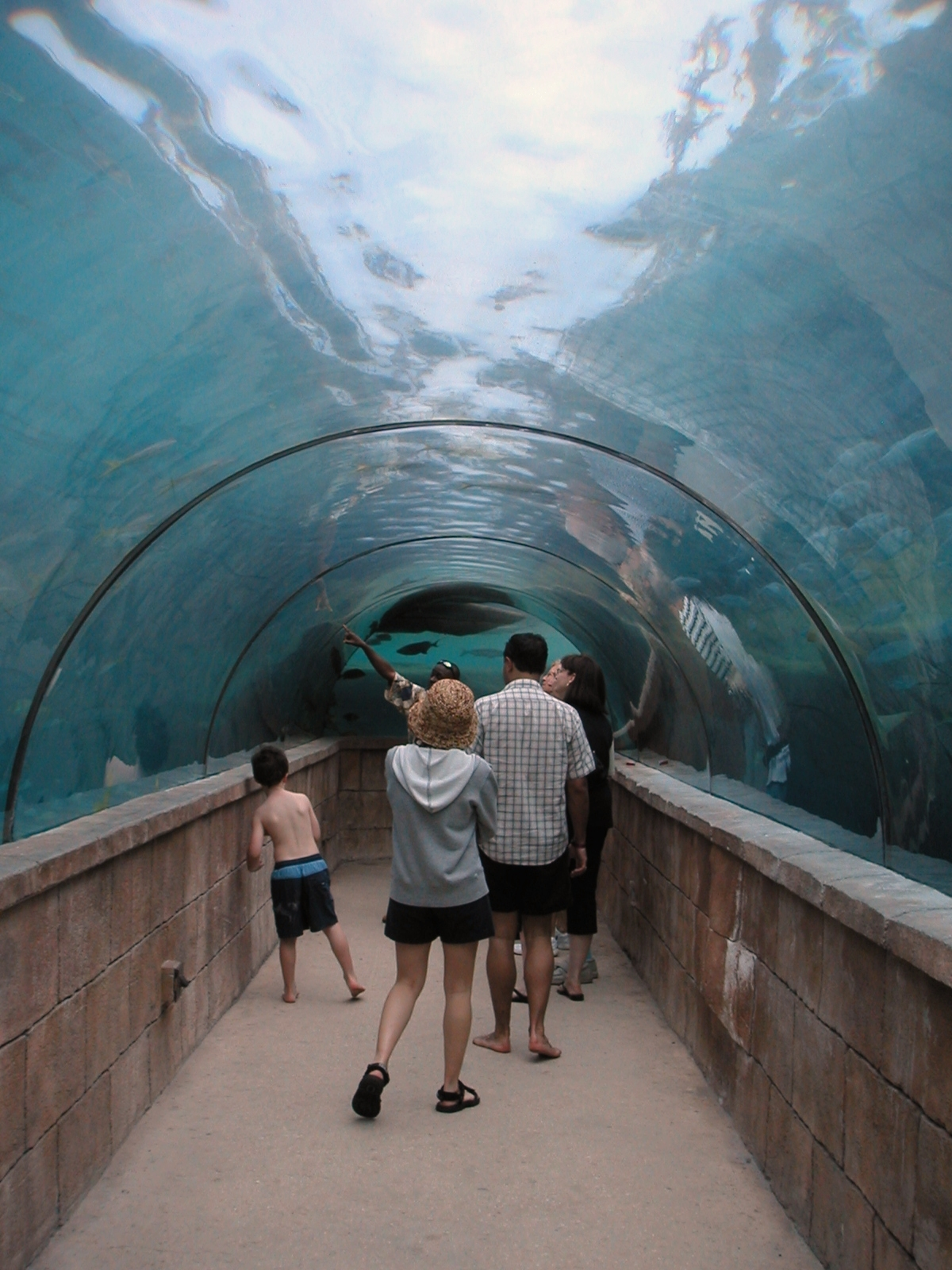
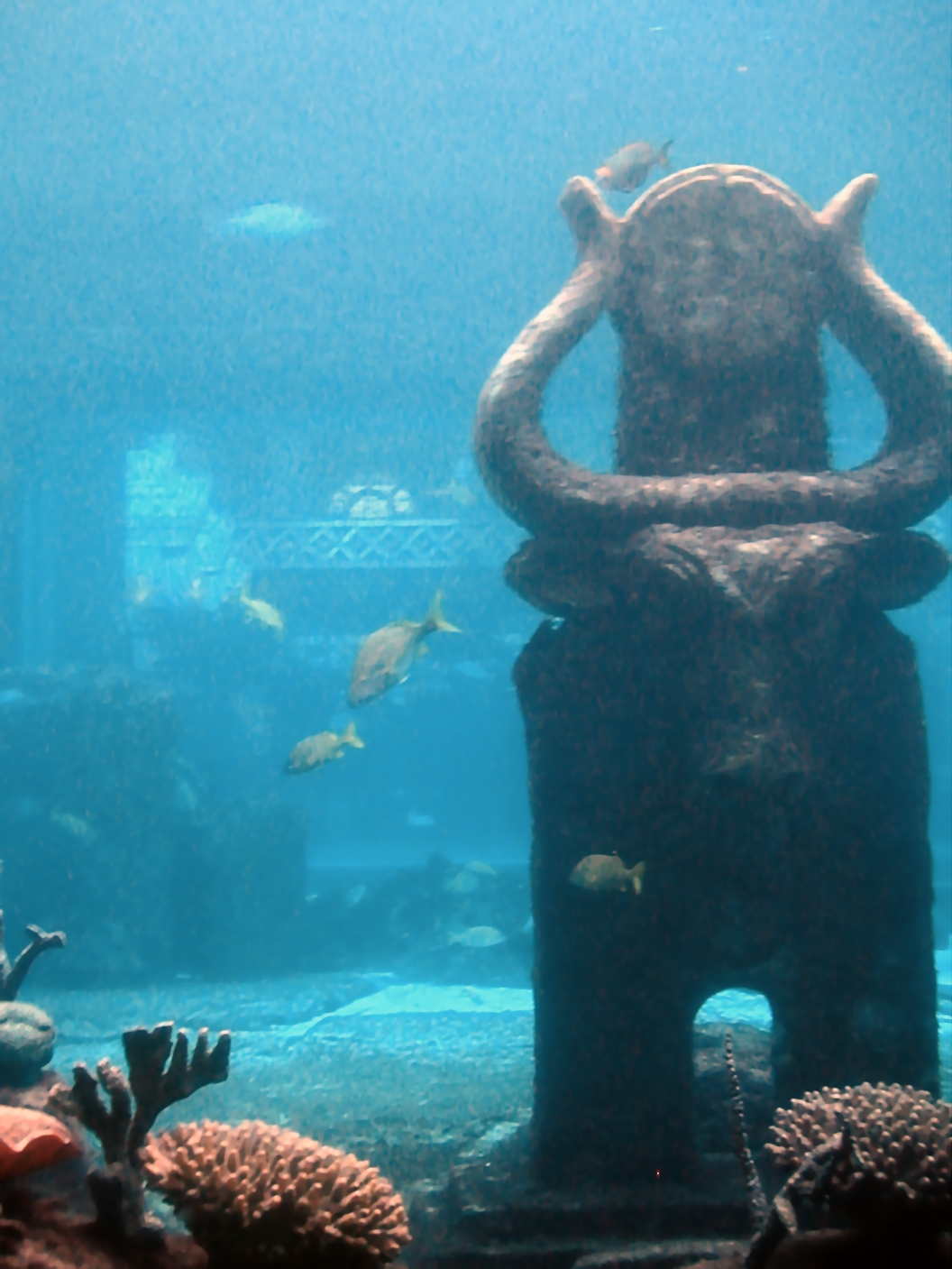
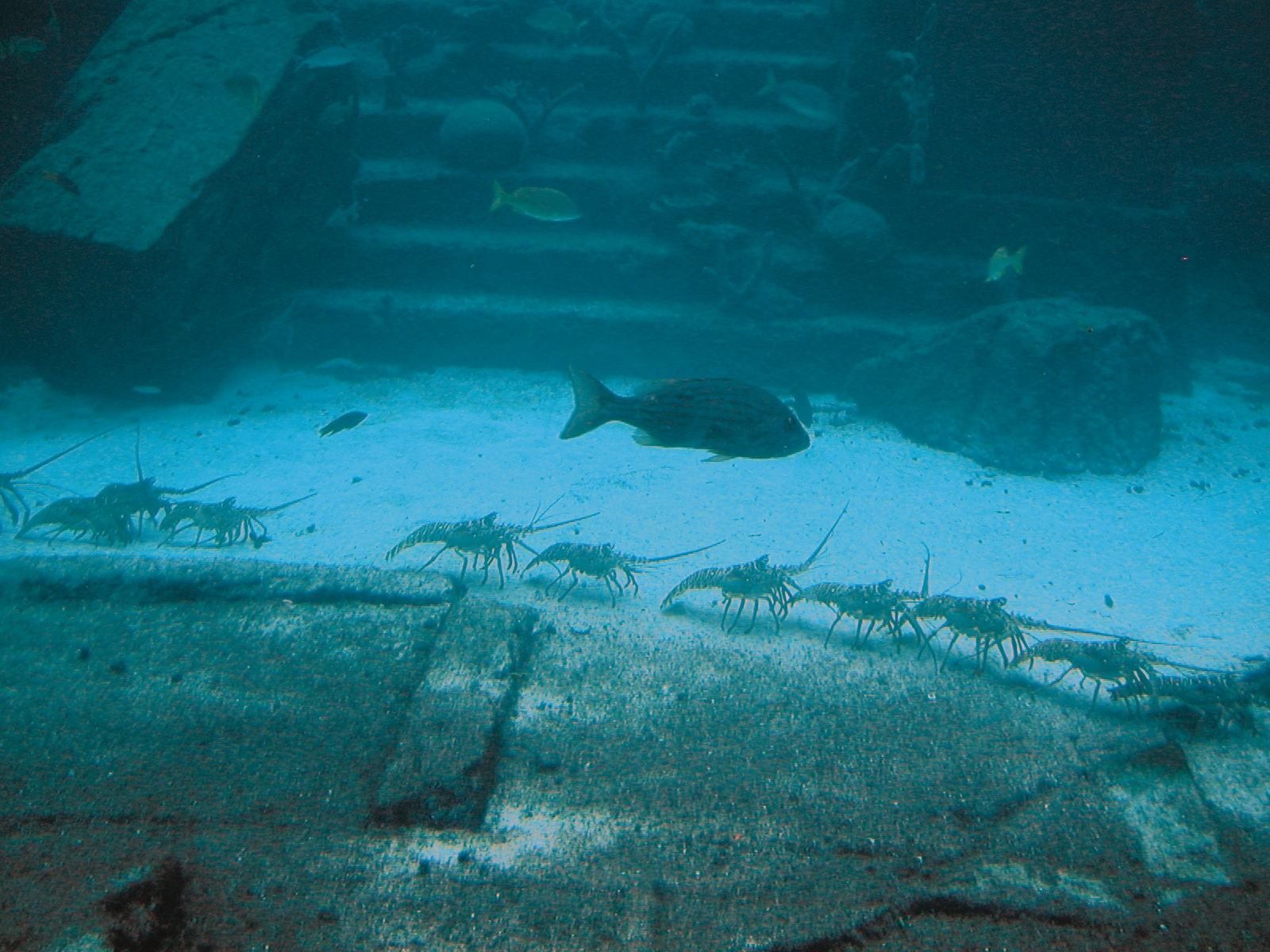
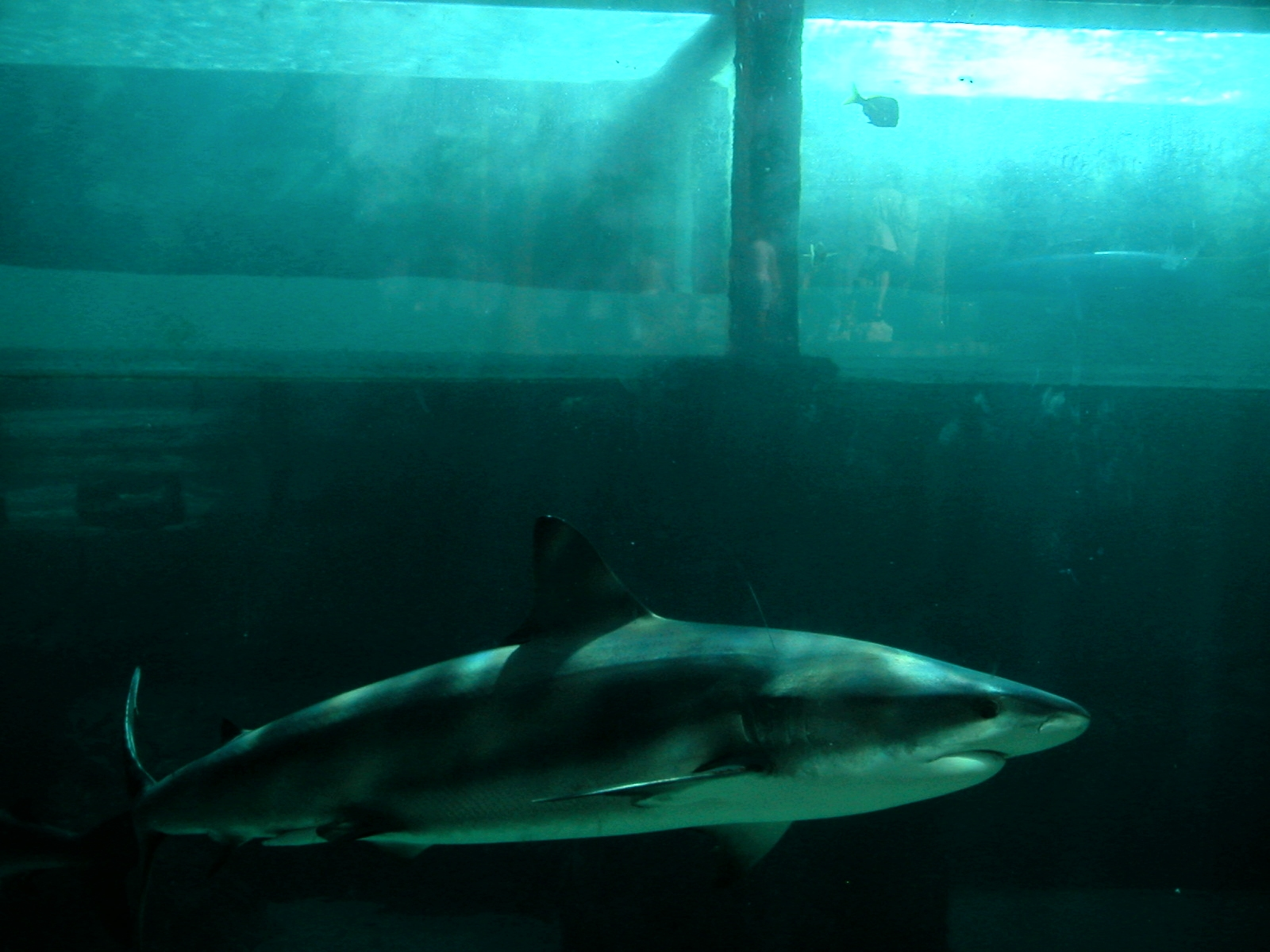
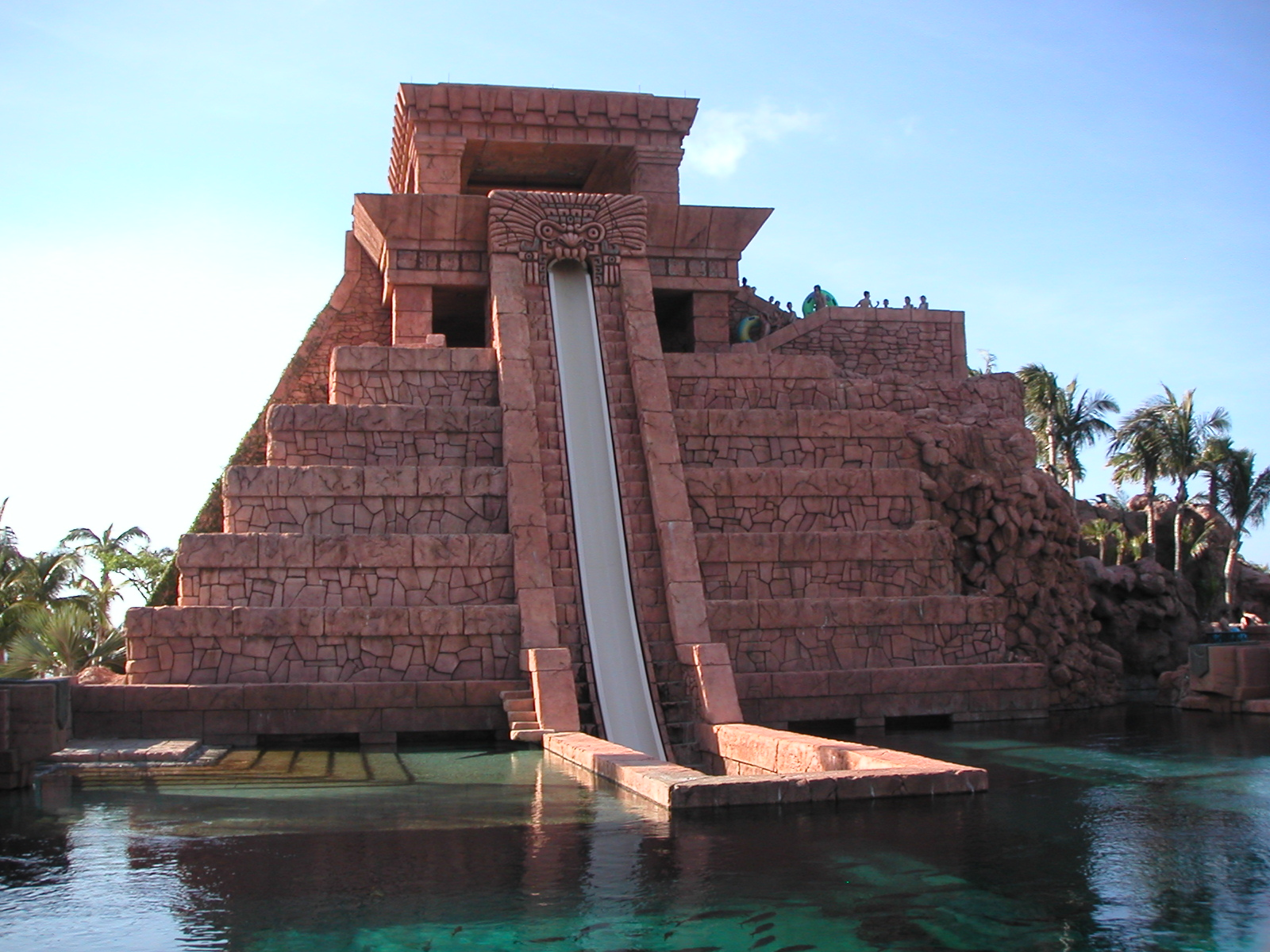
Mayský chrám
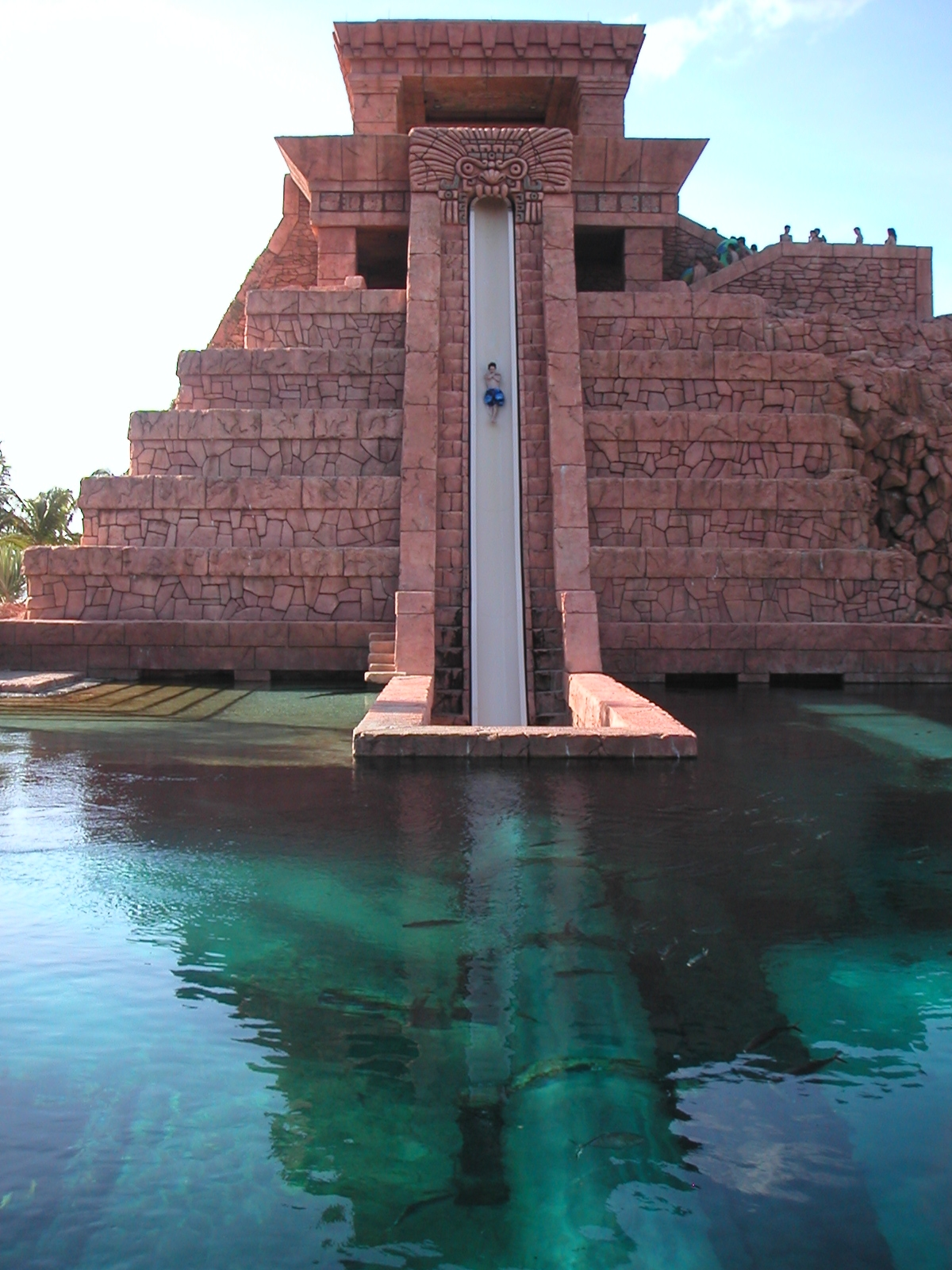
Mayský chrám